# 新唯识论
《新唯识论》是熊十力的代表作，亦是现代新儒家的重要著作。它的出版标志着熊十力思想体系的形成。講求「唯是反求實證」、「自知自識」。

## 成書
熊十力師呈支那內學院的歐陽竟無學習唯識（即法相宗），並與1922年任教北大。在北大期間熊十力漸漸改變自己的佛教派系，從唯識宗轉變成法性宗，後來認為儒學可以使唯識進步，並改變人民思想，於是與1932年出版了此書。
新唯識論以法性宗為主亦包含了華嚴宗與禪宗並與儒學和易學融合，將唯識宗作為批判對象。
此書的思想亦與熊十力後來的著作《論六經》、《原儒》、《體用論》、《明心篇》、《乾坤衍》的思想有著密切關係。